# Ashby (Massachusetts)
Pour les articles homonymes, voir Ashby.
Ashby est une ville du Comté de Middlesex au Massachusetts, fondée en 1676.
Sa population était de 3 074 habitants en 2010.

## Personnalité célèbre
- Prince Estabrook

## Galerie de photos

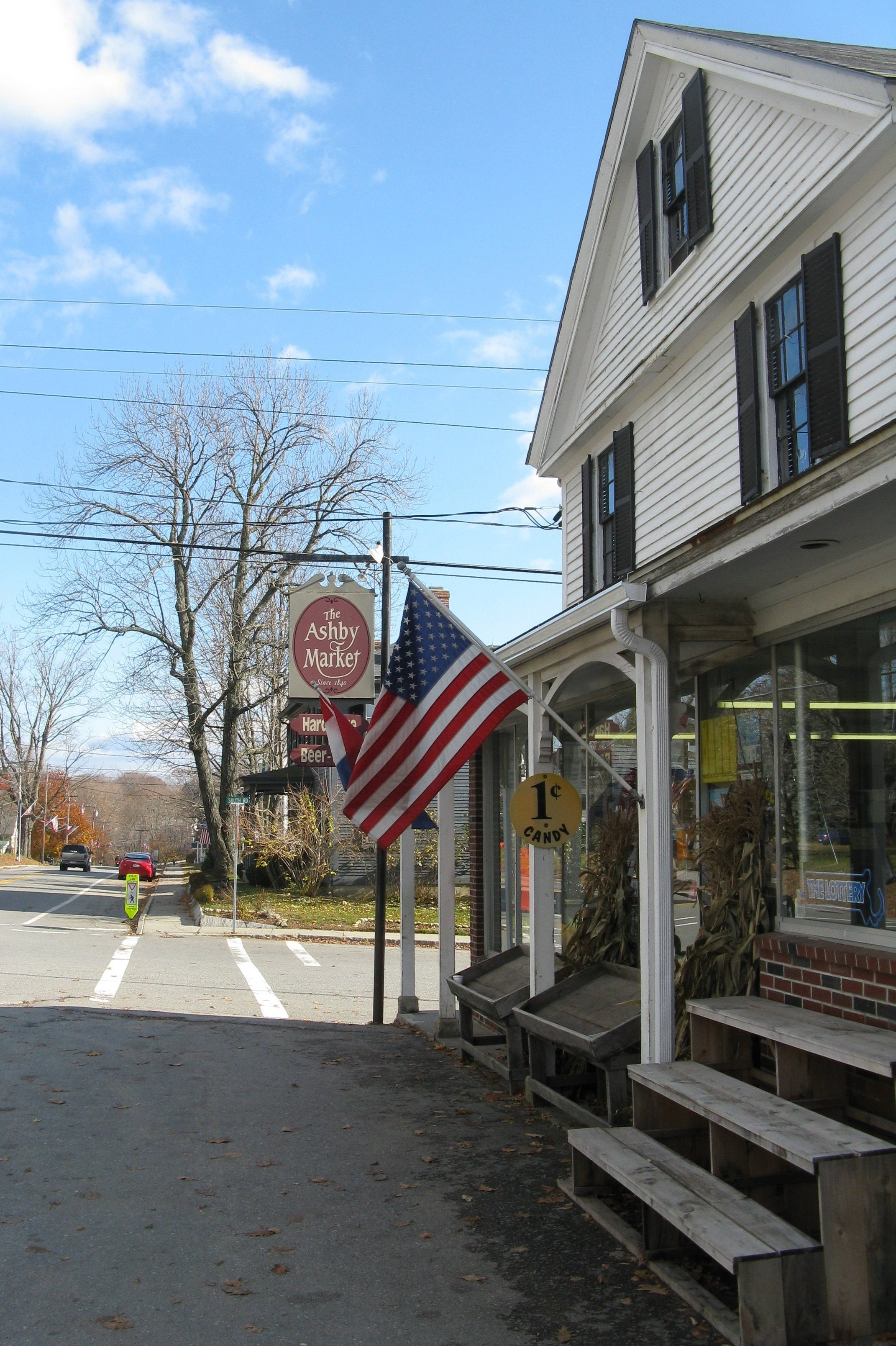
Superette d'Ashby
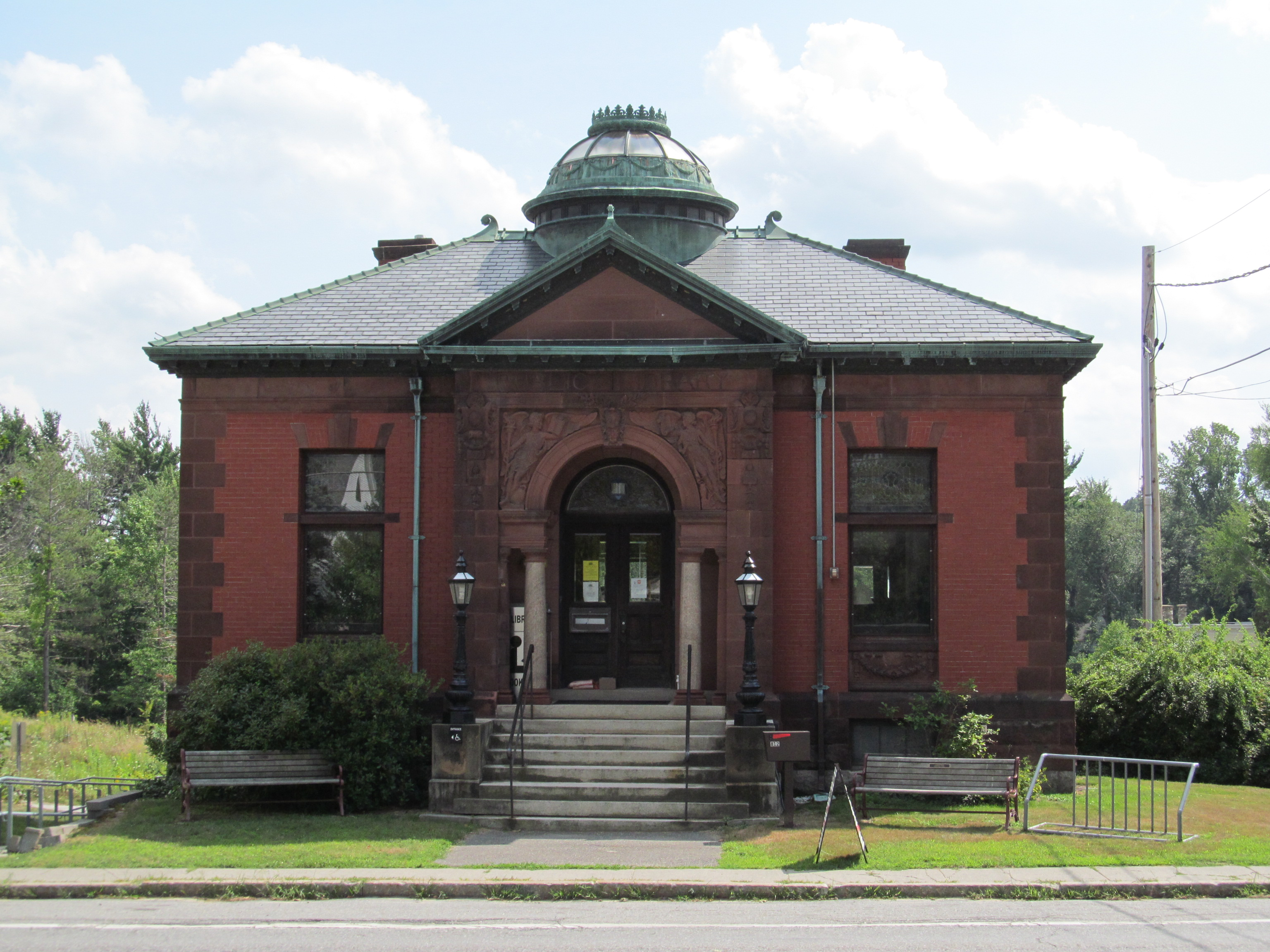
Ashby Free Public Library (en)